# SMS V 71
V 71 – niemiecki niszczyciel z okresu I wojny światowej. Piąta jednostka typu V 67. Okręt wyposażony w trzy kotły parowe opalane ropą. Zapas paliwa 306 ton. Złomowany w 1921 roku.